# Jan Olof Mallander
Jan Olof (JO) Mallander, född 25 december 1944 i Helsingfors, är en finländsk bildkonstnär, musiker och konstkritiker. 
Mallander studerade 1967 vid Fria konstskolan och 1967–1968 vid Helsingfors universitets ritsal samt ställde ut första gången 1969. Han tillhör konceptkonstens pionjärer i Finland och har blivit känd för allmänheten främst genom sina utställningar och sin kritikerverksamhet. Av hans skulpturer kan nämnas hans tidiga så kallade pappersskulpturer och stora tegelinstallationer, som han sedan 1983 utfört både inom- och utomhus, och den ändlösa WANG-teckningen, som ställdes ut på Moderna Museet i Stockholm 1980. Till hans tidiga klassiska verk hör EP-skivan Extended Play från 1968, som består av en upprepad serie av ordet "Kekkonen" uppläst av en rösträknare. 
Mallander har verkat som konstkritiker i olika tidningar och tidskrifter sedan 1968 samt gett ut diktsamlingar. Mellan år 1968 och 1980 arbetade han som konstkritiker för Hufvudstadsbladet och mellan 1971 och 1972 för Dagens Nyheter. Han arbetade också som frilansjournalist för Yle, Uusi Suomi och Taide. Mallander grundade kulturtidskrifterna Iiris (1968–1971), Aura (1976–1982) och Suomi (1982–1988).
Som musiker debuterade han i undergroundmusikbandet Sperm. Mallander var med och grundade Skördemännen och året därpå galleriet Cheap Thrills, som han var intendent för 1971–1977. Där arrangerade han bland annat utställningar med Skördemännen och introducerade en rad nya företrädare för det unga avantgardet, inte minst Olli Lyytikäinen. Mallander var även långvarigt och djupt engagerad i buddhismen. Han har verkat som kurator för många utställningar både i Finland och internationellt. 
En retrospektiv utställning av hans konst hölls i Tammerfors 1986. Jan-Olof Mallander finns representerad vid bland annat Skissernas museum.